# Цирулис, Янис (офицер)
Я́нис Петрович Ци́рулис (латыш. Jānis Albins Cīrulis; 16 ноября 1910, Валка, Лифляндская губерния, Российская империя — 18 ноября 1979, Херфорд, ФРГ) — бывший офицер латвийской армии, затем офицер Латышского легиона СС, предположительно причастный к массовым убийствам мирных жителей в Новгородской области, возле деревень Жестяная горка и Чёрное. В послевоенные годы — один из учредителей ветеранской организации легионеров «Ястребы Даугавы», руководитель её западногерманского отделения в 1967—1973 годах, шеф Латышской гимназии в Мюнстере в 1973—1978 годах.

## Биография
Янис Албинс Цирулис родился в Валке в семье рабочего Петериса Цирулиса. 13 июня 1910 года окончил Валкскую государственную среднюю школу (гимназия Цимзе). В сентябре того же года был призван в армию, служил в Вентспилсском пехотном полку. В 1930 году окончил школу инструкторов, 18 октября того же года курсы заместителей командиров, получил звание капрала. 30 декабря демобилизован.
11 февраля 1931 года вернулся в армию в качестве заместителя командира, с 3 июня — командир ротной группы Рижского пехотного полка сверхсрочной службы. 4 ноября 1932 года окончил курсы химической службы, 6 октября 1934 года — курсы связистов. Тогда же назначен командиром группы в роте инструкторов.
4 октября 1935 года зачислен кадетом в военное училище, 21 декабря повышен до капралов, 30 ноября 1936 года получил звание сержанта. 11 августа 1937 года окончил училище, получив звание лейтенанта. В тот же день направлен в Даугавпилсский пехотный полк на должность младшего командира инструкторской роты. 10 мая 1938 года получает должность командира звена батареи. 24 октября его опять отправляют на учёбу, на курсы физического воспитания. 8 апреля 1939 года он заканчивает курсы командиров лыжников, 1 мая его назначают командиром сапёрного звена. 5 июня последовал перевод на должность командира подразделения инструкторской роты, 11 ноября присвоено звание старшего лейтенанта. С 12 января 1940 года он служит инструктором по физподготовке полка, 15 апреля 1940 года окончил курсы шифровальщиков.
Присоединение Латвии к СССР встретил в качестве помощника военного атташе в Эстонии, где служил, так как владел эстонским языком. К Эстонской армии он был прикомандирован с 5 мая до 6 июля 1940 года.
Продолжил службу в 24-м территориальном стрелковом корпусе Красной армии. 10 сентября 1940 года переведён в 295-й стрелковый полк инструктором по физвоспитанию.

### В годы Второй мировой войны
В первые дни Великой Отечественной войны дезертировал, после чего влился в состав «отрядов самообороны», на основе которых затем началось формирование латышских полицейских батальонов.
Был направлен для проведения карательных операций в Новгородскую область в составе зондеркоманды, подразделения айнзацгруппы А, в которую входило 25-30 уроженцев Латвии под командованием двух офицеров, австрийца Карла Абрама и немца Георга Бургдорфа. Расстрельная команда работала в деревне Жестяная Горка, превращённой в подобие пересыльного концентрационного лагеря, куда свозили жертв из числа военнопленных, партизан, мирных жителей из Новгородского, Оредежского, Батецкого, Лужского, Гатчинского районов, то есть с территорий современных Ленинградской, Новгородской и Псковской областей. Это позволило называть Жестяную горку новгородским Освенцимом.
В ходе изучения немецких документов список участников массовых казней был выявлен поимённо. В нём, помимо Я.Цирулиса, также его соотечественники Рудольф Гроте, Карл Лацис, Артур Кривиньш, Харис Лиепиньш, Янис Цирулис, Альфонс Удровскис, Эрих Бухрот, Бруно Загерс (Цагерс), Адольф Клибус, Николай Крумин, Эгон Бедман, Андрей и Олег Климовы, Георгий и Александр Яковлевы, Порфирий Беляев (мог скрываться под фамилией матери как Пауль Стурис), Евгений Рагель-Метцвальд, Сергей Корти, Андрей Столяров, Николай Полозов.
Когда 28 января 1944 года Красная армия освободила Батецкий район Новгородчины, выявилось, что во время оккупации его население было практически истреблено. Из 29 тысяч человек, проживавших там до войны, прихода Красной Армии дождались только 5 тысяч. Более 21 тысячи были угнаны на работу в Германию, несколько тысяч казнены.
За годы оккупации в районе были сожжены 4,4 тысячи жилых домов, все промышленные предприятия и сельхозпостройки, в том числе 16 мельниц и 36 кузниц, уничтожены 45 школ.
Были получены многочисленные свидетельские показания о массовых казнях в Жестяной Горке и Чёрном, послужившие основой для создания Чрезвычайной государственной комиссии по расследованию военных преступлений оккупантов. Она обнаружила в указанных свидетелями 6 местах массовых казней останки людей со следами насильственной смерти и тяжких телесных повреждений в количестве трех тысяч семисот человек[6] (соответственно в Жестяной горке 2600 человек и в Чёрном 1100 человек).
Согласно заключению об эксгумации тел от 15-16 ноября 1947 г., «смерть граждан насильственная и последовала от полученных ими тяжких смертельных телесных повреждений — сквозных огнестрельных пулевых ранений головы, шеи, груди, повреждений головы тупыми тяжелыми предметами и остро режущим и рубящим оружием, а также переломом реберных дуг, часто множественных, причиненных какими-то тупыми предметами… Найденные повреждения и, в частности, пулевые, как боевую травму следует исключить. Расположение входных пулевых отверстий в громадном большинстве случаев на затылочной части головы указывает на специальные выстрелы — расстрелы… На большом количестве трупов найденные повреждения костей с ровными краями указывают на причинение их какими-то рубящими предметами — тесак, шашка, штык винтовки и т. д. Обнаружены трупы мужчин в возрасте от 14 до 55 лет и трупы женщин от 18 до 60-65 лет».

### Во главе «Ястребов» в ФРГ
24 декабря 1944 года Цирулис вступил в добровольческий Латышский легион СС, где стал офицером по особым поручениям при штабе 34-го гренадерского полка войск СС, а в марте 1945 г. назначен командиром II батальона 34-го гренадерского полка войск СС.
Отступал с немецко-фашистскими захватчиками до Германии. После капитуляции нацистской Германии попал в американскую зону оккупации и служил заместителем командира латышской рабочей роты при американской армии.
В 1952 году Цирулиса разрабатывало ЦРУ, планируя использовать как агента.
После этого он осел в ФРГ, стал одним из учредителей и активистом организации латышских ветеранов СС «Ястребы Даугавы».
С 1954 года был членом правления западногерманской организации «Ястребов». С 1967 по 1973 год возглавлял западногерманскую организацию и был членом центрального комитета «Ястребов». За заслуги перед организацией уже в 1960 году был награждён её главным знаком отличия — золотым крестом.
Уйдя на пенсию, переехал в Херфорд, поближе к дочери Маруте Лесине, продолжая быть членом «Ястребов» в Мюнстере (1973—1978). От имени «ванагов» шефствовал над Латышской гимназией, где учились впоследствии видные современные политики Эгил Левитс и Кришьянис Кариньш.
По воспоминаниям «соратников», Цирулис был «заслуженным и уважаемым человеком, бескомпромиссным борцом за интересы народа», он «прилагал силы там, где был нужен».
Цирулис скончался в Херфорде 18 ноября 1979 года.

## Расследование военных преступлений

### Судебный процесс 1947 года
В декабре 1947 года в Новгороде прошёл суд по фактам массового истребления советских граждан, перед которым предстали начальник оккупационной зоны Новгородской области, командир 6-й пехотной дивизии вермахта, генерал Курт Герцог и 18 его подчинённых. Им инкриминировали гибель 34 тысяч человек на территории Новгородской области в годы оккупации.
Герцог единственный из подсудимых не признал свою вину даже частично, однако на основании вещественных доказательств, показаний пострадавших и свидетелей, а также подчинённых генерала он был признан виновным в организации военных преступлений во время оккупации Новгородчины, в том числе расстрелов мирных жителей у деревень Жестяная Горка и Чёрное.
Согласно Указу Президиума Верховного Совета СССР № 39 от 19 апреля 1943 года «О мерах наказания для немецко-фашистских злодеев, виновных в убийствах и истязаниях советского гражданского населения и пленных красноармейцев, для шпионов, изменников родины из числа советских граждан и для их пособников» осуждённым полагалась смертная казнь через повешение, однако 26 мая 1947 года вышел Указ Президиума Верховного Совета СССР «Об отмене смертной казни», после чего высшая мера наказания была заменена 25 годами лишения свободы. Герцог этого срока не отсидел, он умер в лагере под Воркутой 8 мая 1948 года. Остальные осуждённые были амнистированы в 1954 году.
В 1967 году в ходе следственных мероприятий КГБ СССР и изучения немецких архивных документов был составлен поимённый список карателей, участвовавших в массовых убийствах возле деревень Жестяная Горка и Чёрное Новгородской области. Было установлено, где скрываются многие из преступников, в том числе Я. Цирулис. Однако требования советского правительства о выдаче преступников для суда остались без ответа властей ФРГ.

### Уголовный процесс 2019 года
В 2019 году экспедицией «Долина» Поискового движения России в ходе международного проекта «Без срока давности» обнаружила в окрестностях Жестяной Горки ранее не известные массовые захоронения: вначале останки 42 человек, в том числе троих детей и беременной женщины. Судебно-медицинская экспертиза установила, что похороненные были убиты в 1942-43 годах. В ходе масштабных поисковых работ количество поднятых останков увеличилось до 500. Следственный комитет России по данным фактам возбудил уголовное дело о геноциде по статье 357 УК РФ. Территория захоронений на 2019 год охватывала 1.5 гектара, запланированы раскопки на более широкой территории в 32 гектара, по которым имеются свидетельства о наличии захоронений.

## Видео
- «Скрываются от возмездия». Советский документальный фильм (1983) на YouTube